# Fritz Lindemann
El General Fritz Lindemann (11 de abril de 1894 - 22 de septiembre de 1944) fue un oficial alemán en la Wehrmacht de la Alemania Nazi y miembro de la resistencia a Adolf Hitler.
Lindemann sirvió como comandante de la 132.ª División de Infantería entre enero de 1942 y agosto de 1943, antes de ser seleccionado como Jefe de Estado Mayor de la Artillería del Oberkommando des Heeres.
Lindemann desarrolló contactos con conspiradores contra Adolf Hitler, incluyendo al General Helmuth Stieff, y después del asesinato de Hitler fue propuesto que él leería la proclamación de los conspiradores al pueblo alemán por la radio, pero no apareció por el Bendlerblock el 20 de julio de 1944 para proceder en ello. Después del fracaso del golpe de Estado del complot del 20 de julio pasó a la clandestinidad. Fue gravemente herido durante su arresto por la Gestapo en septiembre de 1944 y murió en el hospital de sus heridas. Después de celebrarse un juicio por ayudarlo a esconderse en el Tribunal del Pueblo Nazi, Erich y Elisabeth Gloeden, Elisabeth Kuznitzky, Hans Sierks y Carl Marks fueron todos sentenciados a muerte. Fueron ejecutados mediante una guillotina en la Prisión de Plötzensee en noviembre de 1944.

## Condecoraciones
- Cruz de Caballero de la Cruz de Hierro el 4 de septiembre de 1941 como Oberst y comandante de Arko 138.

### Citas
1. ↑  Joachim Fest (1994). Plotting Hitler's Death: The German Resistance to Hitler, 1933-1945. Weidenfeld & Nicolson. ISBN 0-297-81774-4.
2. ↑  «The Nazi Party: The “People’s Court” (1934 - 1945)». www.jewishvirtuallibrary.org. Consultado el 26 de enero de 2020.